# A16 (Groot-Brittannië)
De A16 is wen 122 km lange hoofdverkeersweg in Engeland.
De weg verbindt Grimsby via Boston en Spalding met Peterborough.

## Hoofdbestemmingen
- Boston
- Spalding
- Peterborough